# Castilleja dissitiflora
Castilleja dissitiflora är en snyltrotsväxtart som beskrevs av N. Holmgren. Castilleja dissitiflora ingår i släktet målarborstar, och familjen snyltrotsväxter. Inga underarter finns listade i Catalogue of Life.